# Mordella luteopyga
Mordella luteopyga es una especie de coleóptero de la familia Mordellidae.

## Distribución geográfica
Habita en Java (Indonesia).